# レイニー通りの虹
『レイニー通りの虹』（レイニーどおりのにじ）はふくやまけいこによる日本の漫画作品。『MOE』（偕成社）などに1990年から1992年にかけて連載された。コミックスは1993年に全1巻が偕成社ファンタジーコミックス（同）から刊行されている。
物語は独立した7話から構成され、1枚の絵が人から人に渡り、その間は雨が降り続くものの、持ち主に幸せを運ぶというファンタジーな内容になっている。

## あらすじ
第1話（黄色い花一輪）
画家のパジーはリリアンの誕生日にプレゼントをあげたいと考えるが、最近の絵のできばえは悪く、売り物にならない。思案したパジーはリリアンをモデルにした映画のワンシーンを描くことを思い付く。絵は完成し、パジーが眠りこけている間に画商のフライシャーが持ち出し、売ってしまう。お金を持って駆け出したパジーはつまずき、倒れたはずみにお金を兄妹の容器の中に入れてしまう。絵が完成すると長雨が止み、リリアンはパジーがお日様を連れてきてくれたのねと微笑む。誕生日のお祝いは兄妹の音楽演奏となる。
第2話（紫の鳥）
仕事のことで健康が優れないフランクにウェイトがすてきな絵をプレゼントする。この絵を窓辺に飾ると、寝ている間に彼をつついて苛む紫の鳥も現れず、フランクは健康を回復する。しかし、カードゲームで負けて絵を取り上げられると再び紫の鳥が出てくる。ウェイトが鳥を追い払い、フランクの悩みの原因となっている父親の肖像画をショールで隠し、そういうことを聞いてあげたいと思っている人がこんなに近くにいるのよと話す。
第3話（みどりの夢）
フランクから絵を取り上げた男は農園主で、絵を持ってきてからずっと雨が続き元気がない。娘のトレーシーが屋根裏から光がもれるのを見て天井裏に上がると、妖精（前の住人の息子）がネズミと戯れている。妖精は雨が続くのはあの絵のせいだと作り話をする。トレーシーは学校もずっと休んでおり、友達もいないと言うと、妖精は必ず友達ができると保証する。トレーシーは朝になったらお父さんに話そうと決める。その夜の夢は妖精の男の子と遊ぶものであった。
第4話（オレンジの灯の街）
こそ泥のヤードとマイルは梱包された絵を盗み出す。梱包を開けて絵の素晴らしさにぼーっとなる。歌手のインチが歌ってもヤードは絵の話しでそっぽを向いている。これを聞いたメートルは新聞に出ていた名画盗難と勘違いし、インチと2人で絵をうばう。しかし、新聞に載っていた名画とは別物である。追いついたヤードに雨に濡れて絵が傷むじゃないとかと言われ、インチはかっとなって川に投げ捨てる。ヤードはきれいなものは俺たちには縁が無いんだよと嘆くと、インチは絵なんかより生きて動くあたしの方がずっといいと思うわよと自分を売り込む。
第5話（青い鎧の騎士）
絵は係留されていた船の上に落ちて、お城の当主であるベントのものになる。浪費癖のあるベントの窮状を救うため、従兄弟のバイルズが資金を提供し、城を改装して観光資源にする工事を進めている。ベントはバイルズにだまされて城を明け渡すことになる。ベントは使用人のフェスが買い戻してくれた鎧を身につけ、絵を取り戻しにいく。ベントはデキスターにフェスはいい人だと話し、デキスターにいまごろ分かったんですかと返され、もっと早くに没落してみればよかったなと呑気に話す。
第6話（赤いスープの思い出）
バイルズはベントに手を焼き、絵を早々にカルトンにゆずる。絵の中の少女はカルトンが小さな頃あこがれていたメイドのドロシーとよく似ている。街でリリアンを見かけたカルトンが話しかけるとドロシーの娘と分かる。ドロシーはすっかり立派になっており、リリアンの作るキノコのスープは昔のままの味であった。そこに画家のパジーが現れる。リリアンはお友達なのと紹介し、カルトンの中にパジーに対抗心が芽生える。
第7話（虹色の絵）
カルトンは絵を学び、犬を飼うことになり、どちらも事業に発展させる。カルトンはリリアンに会うため、パジーの部屋に同居するが、仕事に追われる。カルトンはリリアンの肖像画を（自分が描いたものとして）パジーに見せる。パジーは君が買ってくれたのか、ありがとうと感謝する。絵は手直しされ完成する。カルトンは仕事が好きらしいと話し、ドロシーからいいことじゃないと言われ、納得する。

## 登場人物
本作品を通して登場する人物はいないので、紹介は控える。

## 初出情報
- 第1話　黄色い花一輪　月刊MOE1990年8月号[2]
- 第2話　紫の鳥　月刊MOE1990年11月号[2]
- 第3話　みどりの夢　コミック・モエNo.9[2]
- 第4話　オレンジの灯の街　コミック・モエNo.10[2]
- 第5話　青い鎧の騎士　コミック・モエNo.11[2]
- 第6話　赤いスープの思い出　コミックFantasy No.1[2]
- 第7話　虹色の絵　コミックFantasy No.2[2]

## 書誌情報
- ふくやまけいこ『レイニー通りの虹』偕成社（偕成社ファンタジーコミックス）、全1巻、1993年3月初第1刷版発行、ISBN 4-03-014300-8[2][3]